# روزا باركس
روزا لويس باركس (بالإنجليزية: Rosa Louise Parks) والتي ولدت تحت اسم روزا لويس ماكولي (بالإنجليزية: Rosa Louise McCouley") (عاشت بين 4 فبراير 1913-24 أكتوبر 2005) كانت ناشطة من أصول إفريقية أمريكية، طالبت بالحقوق المدنية للأمريكان الأفارقة.
في 1/12/1955م، في مونتغمري في ألاباما، رفضت باركس طلب سائق الحافلة جيمس بليك بالتّخلي عن مقعدها في «القسم الملوّن» إلى راكب أبيض البشرة، بعد امتلاء القسم الخاص بالركّاب من أصحاب البشرة البيضاء؛ لم تكن بارك أول من حارب العنصرية، إلا أنها كانت تلقى اهتماماً كبيراً من قبل العالم بعد اعتقالها بسبب مقاومتها وعصيانها لقوانين الفصل في ألاباما.
أصبحت باركس رمزاً هاماً من رموز حركة الحقوق المدنية، ورمزاً دوليّاً لمقاومة الفصل العنصريّ.

## بداية حياتها
ولدت روزا لويس مكّاولي، في توسكيجي بولاية ألاباما، في الولايات المتّحدة الأمريكيّة، في 4/2/1913م. والداها هما ليونا –وهي مدرّسة-، وجيمس مكّاولي –وهو نجّار-، انتقلت مع والدها إلى باين ليفل بعد انفصال والديها، وترعرعت في مزرعة مع عائلة والدها الذين كانوا أعضاءً في الكنيسة الأسقفيّة الميثوديّة الأفريقيّة.
التحقت مكّاولي بالمدارس الرّيفيّة حتى سنً الحادية عشر، وأخذت عدّة دورات أكاديمية ومهنيّة، تركت الدّراسة لاحقاً من أجل الاعتناء بجدّتها، ولاحقاً بأمّها بعد أن مرضت.

كانت الحافلات المدرسيّة تنقل فقط الطلاب البيض، في حين كان يتوجّب على الطلاب أصحاب البشرة السوداء أن يذهبوا سيراً إلى المدرسة، لذلك قالت باركس عن معاناتها مع العنصريّة في طفولتها: 

## النشاط المبكر
في عام 1932م، تزوّجت روزا من رايمون باركس، وهو حلّاق من مونتغمري.:13, 15 كان عضواً في الجمعيّة الوطنيّة للنّهوض بالملوّنين، عملت روزا في العديد من الوظائف بدءاً من خادمة في المنازل إلى مساعدة في المشافي، أنهت دراستها الثانويّة في عام 1933م.
في عام 1943م أصبحت بارك ناشطة في حركة الحقوق المدنيّة وانضمّت إلى فرع مونتغمري للجمعيّة الوطنيّة للنهوض بالملوّنين؛ في كانون الأول في عام 1944م، قامت روزا بالتّحقيق بقضيّة اغتصابٍ جماعيّ لريس تايلور، وهي امرأة سوداء من أبفيل، حيث نظمّت باركس مع زملائها «لجنة للمساواة بالعدالة من أجل السيّدة ريس تايلور»، وقالت صحيفة شيكاغو ديفيندر (The Chicago Defender) عن اللجنة بأنّها «أقوى حملة من أجل العدالة المتساوية التي يمكن رؤيتها خلال عقد من الزّمن».
كما حضرت باركس بعض اجتماعات الحزب الشيوعي مع زوجها. بالإضافة إلى العديد من الأعمال الأخرى التي قامت بها باركس في بداية كفاحها.

### مشاهد التمييز العنصري خلال نشأتها
ذكرت باركس في سيرتها الذاتية العديد من مظاهر التمييز العنصري الذي واجهته خلال نشأتها، خاصة وأنها قد عاشت في إحدى مناطق الجنوب، والذي كان التمييز العنصري فيه أشد من المناطق الأخرى في الولايات المتحدة. بموجب قوانين جيم كرو، فقد كان المجتمعان الأبيض والأسود منفصلين، تحكمهما قوانين تفضل المجتمع الأبيض على غيره، حتى من ناحية وسائل النقل، فقد كان على الأمريكيين الأفارقة التخلي عن مقاعدهم للبيض، أما عن وسائل النقل المدرسية، فقد كانت غير موفرة للأمريكيين السود -بحسب ما ذكرته باركس- وكانت تلك المرات الأولى التي تمكنت من خلالها من فهم الاختلاف الذي كان يجري بين هذين المجتمعين.
كذلك، فقد كانت جماعة الكو كلوكس كلان تمر بشكل مستمر في الطرقات أمام البيت الذي كانت تعيش فيه، وكانت تذكر بأن جدها كان يحرس البيت وبيده بندقية، ومشاعر الخوف الذي كان يتملكها عندما كانت هذه الجماعة تمر أمام البيت في الليل. إلا أن باركس قد صرحت بأن بعضاً من البيض كانوا يعاملونها بلطف واحترام، ولكنها أيضًا لم تغفل ماشهدته في طفولتها من عنصرية في المجتمع.

## زواجها
تزوجت روزا من رايموند باركس، الذي كان عضواً في إحدى الجمعيات المكافحة لمظاهر العنصرية، حيث انضمت إلى هذه الجمعية فيما بعد، وعملت إلى جانب زوجها في تحسين حياة بعض الأمريكيين الأفارقة؛ حيث عملا معًا على جمع المال لدعم الدفاع عن (سكوتس بورو بويز) وهم مجموعة من الشباب السود كان قد تم اتهامهم زورًا في قضية اغتصاب جماعي لسيدتين من البيض.

## بداية الكفاح
امتهنت روزا العديد من المهن بداية من العمل بالمنازل ومساعدة بالمستشفيات. وبعد إصرار من زوجها، انهت روزا دراستها الثانوية عام 1933 في الوقت الذي كان فيه أقل من 7% من الأمريكيين الأفارقة يتسني لهم الحصول على الشهادة الثانوية. في عام 1943، أصبحت روزا ناشطة في حركة الحقوق المدنية، انضمت فيما بعد إلى «الرابطة الوطنية للنهوض بالسود»، وكانت المرأة الوحيدة المُنضمة إلى الرابطة آنذاك. واستمرت روزا مع «الرابطة الوطنية للنهوض بالسود» وعملت سكرتيرة للسيد إيدجر نيكسون، على الرغم من أنه هو الذي قال«لا تحتاج المرأة لأن تكون في أي مكان غير المطبخ»، وحينما سألته روزا عن سبب اختياره لها لتعمل معه كسكرتيرة؟ قال لها: «احتاج لسكرتيرة، وأنت جيدة لذلك».
في عام 1944، قامت روزا وبدورها كسكرتيرة، قامت بالتحقيق في قضية اغتصاب جماعي لريس تايلور، وهي امرأة سوداء من أبفيل، ألاباما. نظمت باركز وعدد من نشطاء الحقوق المدنية«لجنة للمساواة في العدالة للسيدة ريس تايلور»، وأطلقوا صحيفة أسبوعية "The Chicago Defender" وتم إطلاق حملة قوية رامية إلى تحقيق المساواة والعدالة، ووصفت هذه الحملة بأنها الأقوى إذا ما نظر إلى أخر عشر سنوات قبل إطلاقها.
وكانت روزا وزوجها مواظبان على حضور اجتماعات الحزب الشيوعي _الذي علا صيته بعد مساندته لقضية الشبان السود المتهمون في قضية الإغتصاب_، على الرغم من أن روزا وزوجها لم يكونا يومًا ما من أعضاء الحزب الشيوعي.
في 1940، اُدرجت باركرز وزوجها في قائمة الناخبين، وفي وقت ما بعد 1944، شغلت باركرز وظيفة صغيرة بقاعدة ماكسويل الجوية، على الرغم من وجود هذه القاعدة بمونتغمري بولاية ألاباما، إلا أنه لم يطله الفصل العنصري بين السود والبيض حيث كانت ملكية فيدرالية.

## باركس وحملة مقاطعة حافلات مونتغمري

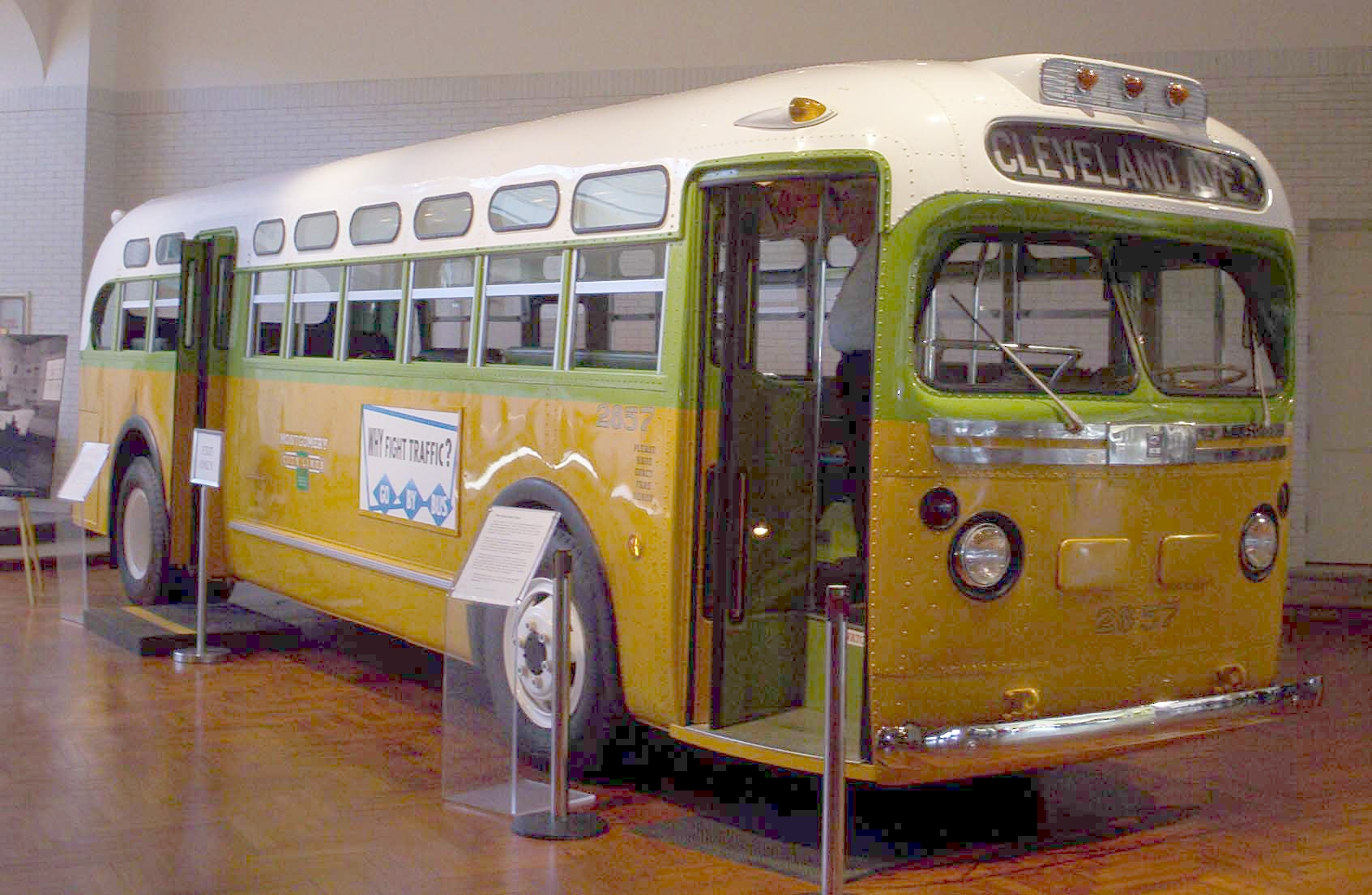
الحافلة التي وقعت به المشكلة في متحف هنري فورد

في عام 1900م، تم إقرار قانون يفصل الركّاب في الحافلات عن طريق العرق. وتم الفصل بين الركاب في الحافلات من خلال وضعهم في مقاعد مخصصةٍ لكل عرق، وعلى الرّغم من نصّ القانون على عدم تخلّي أي فرد عن مقعده، إلا أن سائقي الحافلات كانوا يطلبون من الركّاب من أصحاب البشرة السّوداء التّخلّي عن مقاعدهم في حال لم يكن هناك مقعد فارغ للركاب البيض.
استقلّت باركس حافلة كليفلاند أفينو التابعة لخطوط مدينة مونتغمري.
```
دفعت أجرة سفرها وجلست في مقعد فارغ في المكان المخصص للأشخاص الملوّنين، وبعد عدّة محطات طلب سائق الباص من 4 ركّاب ملوّنين –بينهم باركس- التخلّي عن مقاعدهم ليتسنّى للركّاب البيض أن يجلسوا مكانهم، ولكن باركس رفضت التخلّي عن مكانها، وقالت عن ذلك الموقف: «عندما عاد السّائق الأبيض باتجاهنا، عندما لوّح بيده وأمرنا بالتخلّي عن مقاعدنا، شعرت بعزيمةٍ تغطّي جسدي بكامله وكأنها لحاف يدفئني في ليلة شتاء باردة».
```

تشاجر السائق مع باركس وصرخ عليها لكي تترك مقعدها إلا أنّها أصرّت على موقفها، وحتى بعد أن هدّدها بالشرطة لم تأبه بتهديداته وحافظت على رباطة جأشها وثباتها على موقفها.
وعن هذا الموقف قالت باركس في مقابلة إذاعية في عام 1956م «يجب أن أعرف مرّة واحدة وإلى الأبد ما هي الحقوق التي أمتلكها كإنسان وكمواطن».
كما قالت في سيرتها الذاتيّة: «يقول النّاس دائماً أنني لم أتخلّى عن مقعدي لأنني كنت متعبة لكن هذا غير صحيح، لم أكن متعبة جسديّاً... لقد كنت متعبة من الاستسلام».

### قوانين وأعراف سائدة بحافلات مونتغمري
في عام 1900، مررت مونتغمري قانون للفصل بين ركاب الحافلات على أساس عرقي. ووفقًا لهذا القانون فإن على السود التخلي عن مقعدهم والوقوف عندما تكون الحافلات مزدحمة ولم يجد البيض مكانًا. مع مرور الوقت تعارف سائقي الحافلات بمونتغمري، أن يطلبوا من السود ترك أماكنهم إن لم يجد البيض مكانًا يجلسون به.
كانت الصفوف الأربعة الأولى من كل حافلة للركاب البيض. بينما الأجزاء الخلفية من الحافلة للسود على الرغم من أن
السود كانوا يشكلون نسبة 75% من الركاب. وكان من الممكن للسود بالجلوس في الصفوف الوسطى، حتى يملئ القسم المخصص للبيض؛ فإن احتاج البيض أماكن كان على السود ترك أماكنهم ليجلسوا بالخلف أو الوقوف وأكثر من ذلك عليهم مغادرة الحافلة إن لم تكن هناك أماكن لإستيعابهم. ولم يكن متاح للسود أن يمروا من الباب الأمامي؛ فكان السود يصعدون ليدفعوا الأجرة للسائق ثم ينزلون مرة أخرى ليركبوا من الباب الخلفي حتى لا يمروا من أمام البيض.
لسنوات كان مجتمع السود يشتكي من ذلك الوضع غير العادل تقول باركز: «لم تبدأ مقاومتي لسوء المعاملة بالحافلات بعد اعتقالي».
ذات يوم في 1943، استقلت باركز الحافلة ودفعت الأجرة، وذهبت لتجلس إلا أن السائق أمرها بأن تنزل لتدخل من الباب الخلفي طبقًا لما هو متعارف عليه من قواعد لركوب السود. خرجت باركز من الحافلة لتركب من الباب الخلفي ولكن قبل أن تتمكن من الدخول أقلع السائق بالحافلة وتركها تسير إلى منزلها تحت المطر.

### رفضها للتحرك

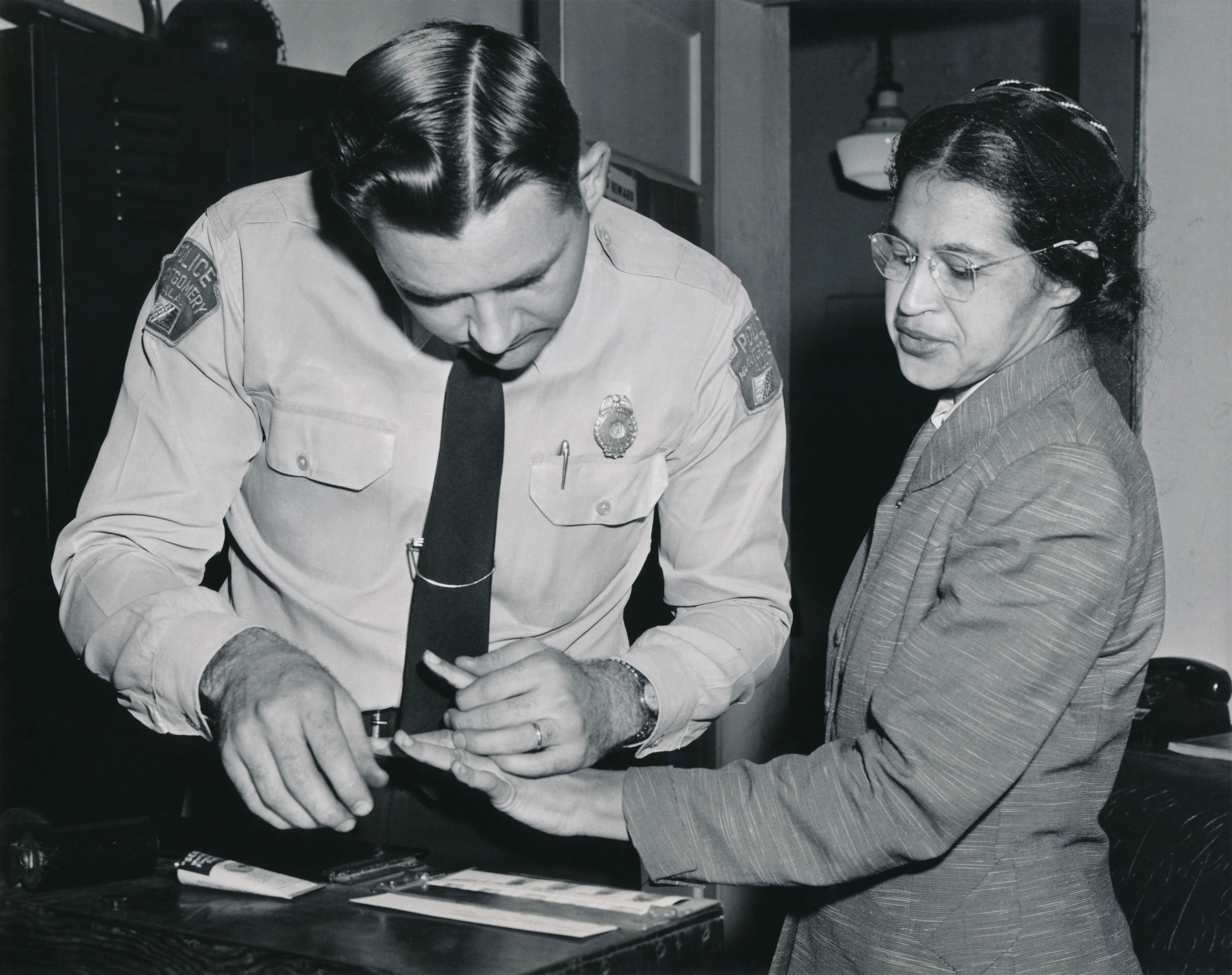
الشرطة تقوم بأخذ بصمات روزا باركس بعد القبض عليها

التصوير الجنائي لروزا باركس

بعد عمل طوال اليوم، استقلت باركز الحافلة المتجهة إلى تجمع كليفلاند في حوالي الساعة السادسة مساءً، يوم الخميس 1 ديسمبر 1955، من وسط مدينة مونتغمري. دفعت الاجرة ثم جلست في أحد المقاعد الخلفية المخصصة للسود، بالقرب من منتصف الحافلة كان مقعدها أول مقعد وراء المقاعد المخصصة للبيض. في البداية لم تلاحظ أن سائق الحافلة هو نفسه الذي كان قد تركها تحت المطر قبل ذلك في 1943. سار كل شيء عادي إلى أن ملئت المقاعد المخصصة للبيض، وتوقفت الحافلة أمام مسرح الإمبراطورية، ليصعد عدد من البيض.
أشار السائق لإثنين أو ثلاثة من الركاب البيض الواقفين، ليجلسوا في وسط الحافلة والتي كانت قد مُلئت بالركاب السود. طلب السائق من أربعة
من الركاب الجالسين بالجزء الأوسط بأن يتنازلوا عن مقاعدهم للركاب البيض. بعد عدة سنوات، تتذكر باركز أحداث ذلك اليوم قائلة:«حينما أشار لنا السائق الأبيض في ذلك اليوم وأمرنا بأن نترك مقاعدنا أحسست بمرارة تغطي جسدي كله كلحاف في ليلة ممطرة».
قال لهم السائق بليك:«أنتم جميعًا عليكم ترك مقاعدكم» وكانوا أربعة امتثل ثلاثة منهم وقاموا ليجلس البيض بينما رفضت روزا باركس القيام وترك مقعدها، نهرها بليك:«لماذا لم تقفي وتتركي مقعدك؟» فأجابته: «لا أعتقد انه يجب علي القيام» فاستدعى بليك الشرطة لتقبض على باركز.
تقول بركرز في لقاء لها مستعيدة هذه الحادثة عام 1987 «قال لي السائق إن لم تتركي مكانك سأستدعي لك الشرطة لتقبض عليك، فرددت عليه: يمكنك أن تفعل ذلك !».
وقالت باركس خلال مقابلة إذاعية مع سدني روجرز بغرب أوكلاند 1956 :«بعد عدة أشهر من اعتقالي أردت أن أعرف لمرة واحدة وإلى الأبد ماكان لي من حقوق إنسان وحق المواطنة».

## المقاطعة
في 4 كانون الأول من عام 1955م، تم الإعلان عن خطّة لمقاطعة حافلات مونتغمري من قبل جميع الكنائس السّوداء في المنطقة، وتم نشر المقاطعة على الصّفحة الأولى من صحيفة مونتغمري أدفرتايسر (Montgomery Advertiser)، وقرّر المقاطعون استمرار المقاطعة حتى حصول كل الأفراد على المساواة في حقوق ركوب الحافلات من كل النّواحي الممكنة.
في اليوم التالي، تم محاكمة باركس بتهمة السّلوك غير المنضبط، استمرّت المحاكمة 30 دقيقة، وتم تغريمها بعشرة دولارات بالإضافة إلى أربعة دولارات هي تكاليفُ المحاكمة، استَأنفت بارك محاكمتها، وطعنت في شرعيّة الفصل العنصريّ؛ في نفس الوقت الذي استمرّ فيه السكان بحملة المقاطعة لمدة 381 يوم حتى توقفت عشرات الحافلات عن العمل لشهورٍ عديدةٍ.
لعبت باركس دوراً هاماً في زيادة الوعي الدّولي بمحنة الأمريكيين الأفارقة والنّضال من أجل الحقوق المدنيّة.

## الجوائز

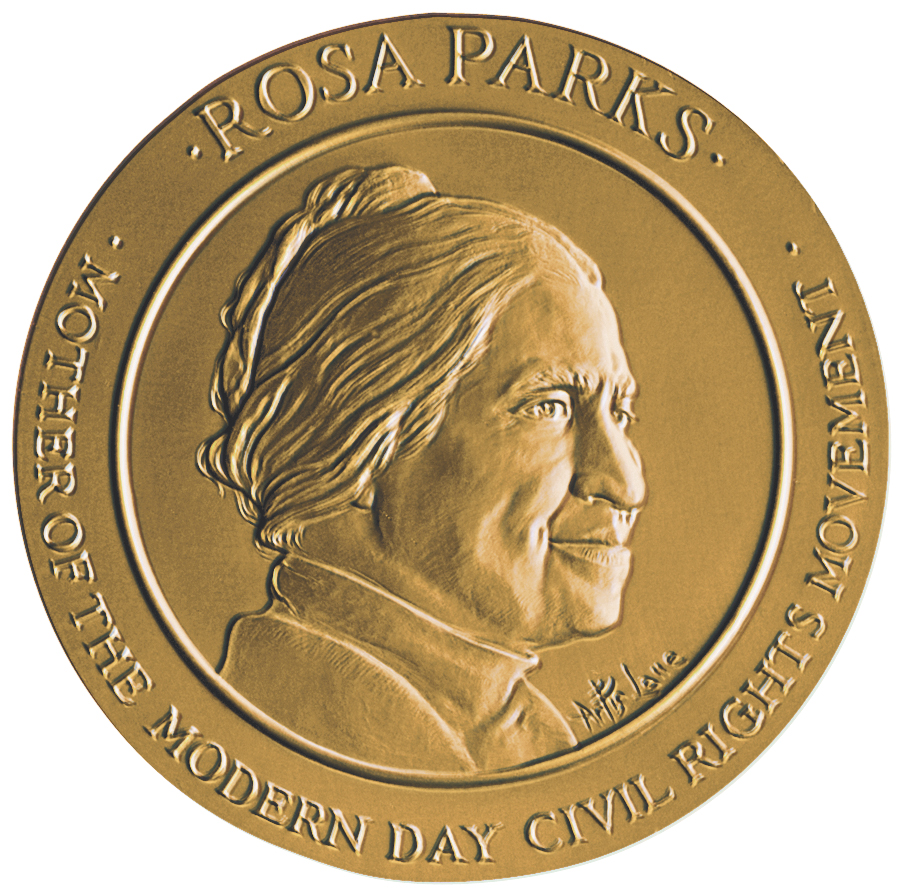
الوسام الذهبي للكونغرس الأمريكي

حصلت باركس على عدد كبير من التكريمات والجوائز والمراتب الفخرية من قبل العديد من الأشخاص والجّهات، إلا أن أهم التكريمات التي حصلت عليها هي الوسام الرئاسي للحريّة في عام 1996م، والوسام الذّهبيّ للكونغرس الأمريكيّ في عام 1999م، وهو أعلى تكريم مدني في البلاد.

## الوفاة ومراسم الدفن
عاشت روزا بديرويت حتى ماتت في شقتها التي تقع في الجانب الشرقي من المدينة في 24 أكتوبر 2005 عن عمر يناهز 92، لم تنجب روزا أطفال، وكان معظم أقربائها يعيشون بميتشغان أو ولاية ألاباما.
في 27 أكتوبر 2005 أعلن مسؤولون في مدينة مونتغمري وديترويت، بأن المقاعد الأمامية لحافلات المدينة ستكون محفوفة بالشارات السوداء في شرف السيدة باركزحتى الانتهاء من مراسم تشييع جنازتها. حمل جثمانها جوًا إلى مونتغمري، ثم وضع على عربة الخيول إلى كنيسة القديس بولس حيث الأسقفية الميثودية الأفريقية، حيث رقد جسدها هناك في 29 أكتوبر 2005، وعقدت مراسم تأبين باركز في صباح اليوم التالي، وقال أحد المتحدثين بلسان كونداليزا رايس، وزيرة خارجية الولايات المتحدة الأمريكية، إن لم تقم باركز بتحريرها السود، فربما لم أكن موجود الآن كوزيرة خارجية. في مساء يوم 29 أكتوبر 2005 تم نقل جثمان باركز إلى واشنطن العاصمة جوًا ثم نقل إلى بهو مبنى الكابيتول حيث مثواه الأخير عبر حافلة مماثلة لتلك التي شهدت احتجاج باركز.
كانت باركز ال31 وأول مواطن أمريكي ليس بالمسؤول الحكومي، وأول أمرأة وثاني شخص أسود يدفن بمبنى الكابيتول، وشاهد مراسم وضع الجثمان بالكابيتول حوالي 50ألف وبُثت مراسم وضع الجثمان على الفضائيات في 31 أكتوبر 2005.
عاد جسدها مرة أخرى إلى ديترويت، ليوضع في راحة متحف التاريخ الأمريكي تشارلز رايت لمدة يومين، وعقدت مراسم جنائزية استغرقت وقت طويلًا في ديترويت استمرت لسبع ساعات في 2 نوفمبر 2005، بكنيسة غريس العظيم بديترويت. بعد انتهاء المراسم الجنائزية قام حرس الشرف من الحرس الوطني بميتشغان بعد وضع العلم الأمريكي على النعش على عربة تجرها الخيول، وتم الذهاب بجسد باركز إلى مثواه الأخير في موكب به الألاف من البشر وهتف الكثير وصفقوا وأطلقوا البالونات البيضاء، وتم دفن باركز بجوار زوجها وأمها بمقبرة دون ديترويت بضريح بكنيسة صغيرة أطلق عليها فيما بعد اسم روزا مقرونًا بالحرية تكريمًا لها، ونحت على قبرها اسمها مع تاريخ ميلادها 1913.

## معرض الصور

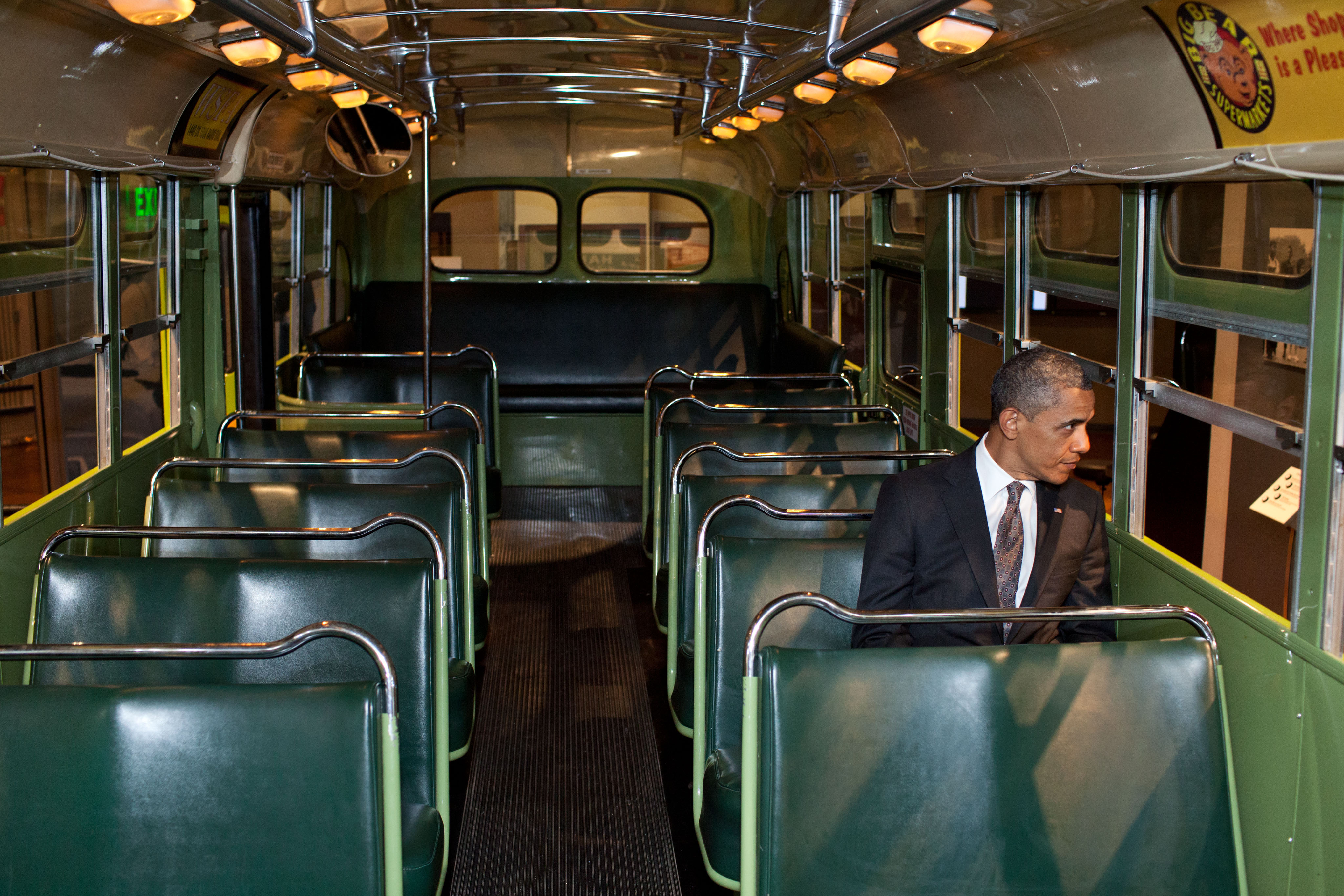
الرئيس باراك أوباما في حافلة روزا باركس في نفس الصف لكن في الجهة المقابلة
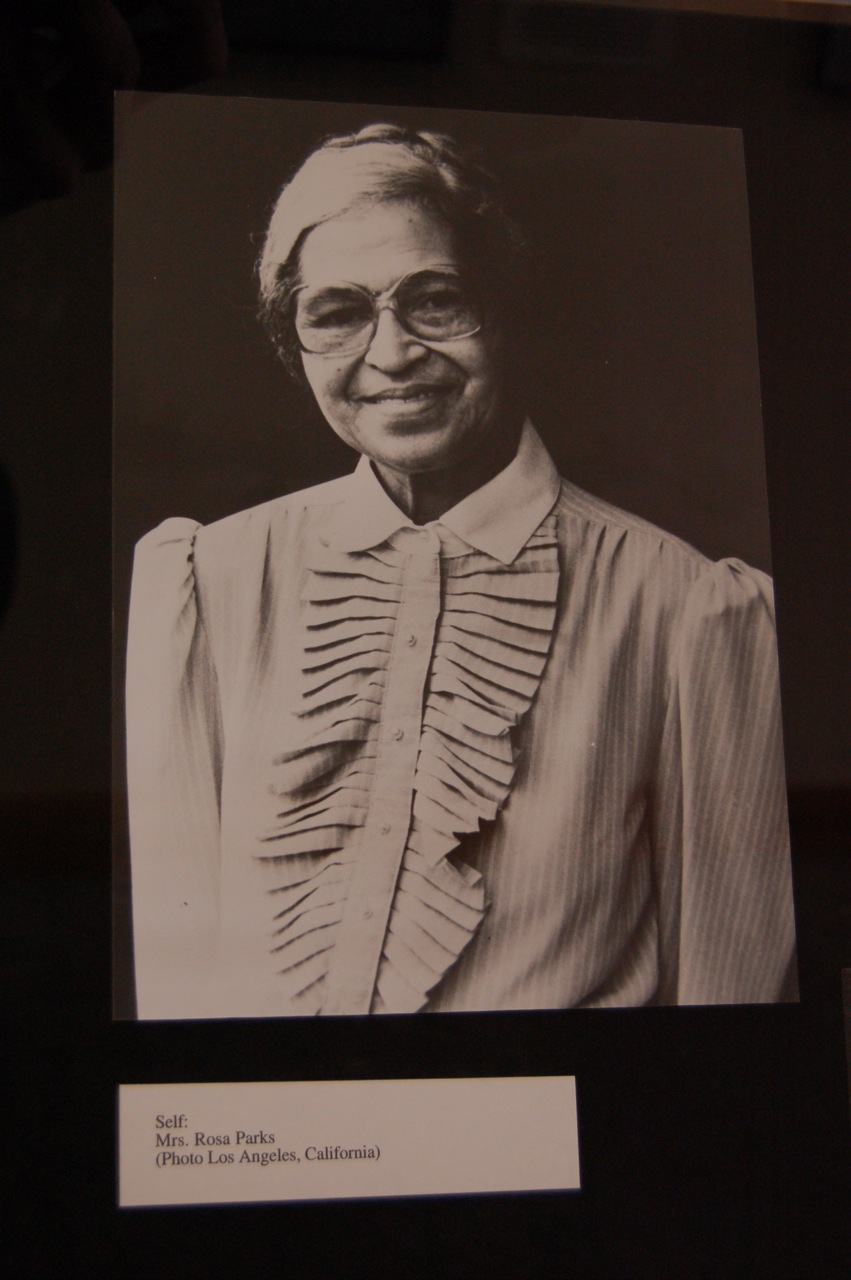
صورة للسيدة روزا باركس في النصب التذكاري للزعيم مارتن لوثر كينغ
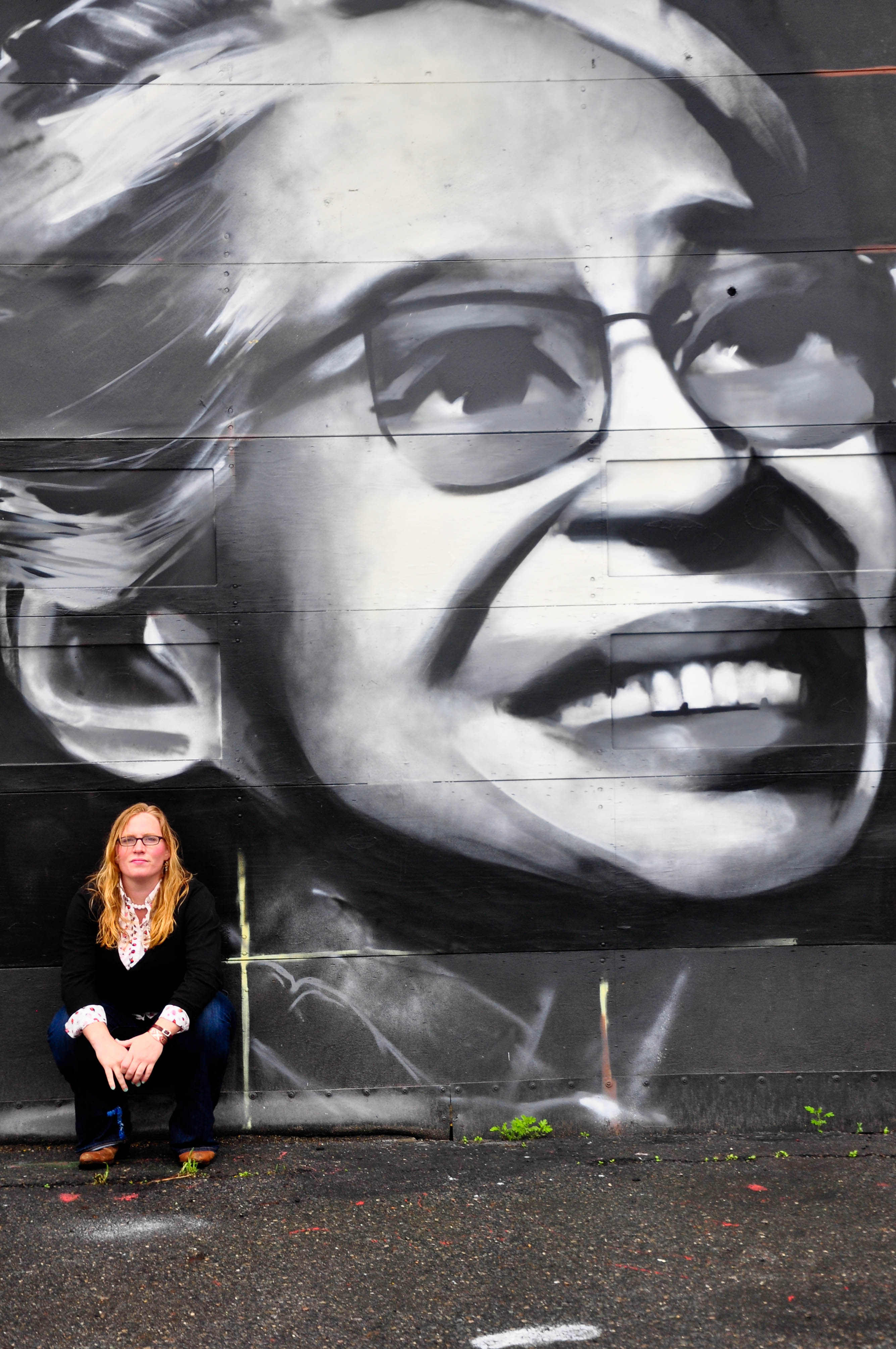
جرافيتي للسيدة روزا باركس في محطة بارتليت (إلينوي)
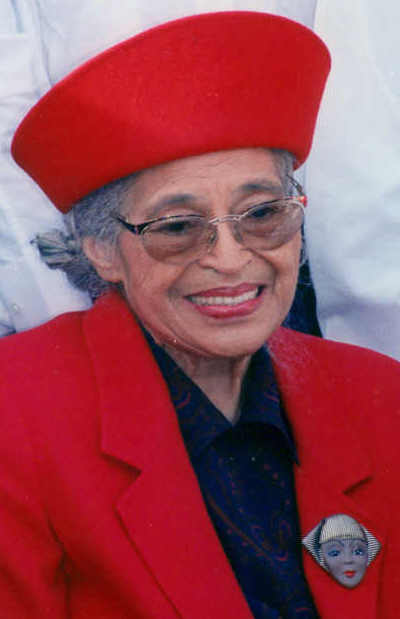
روزا باركس في جامعة هاوارد عام 1998
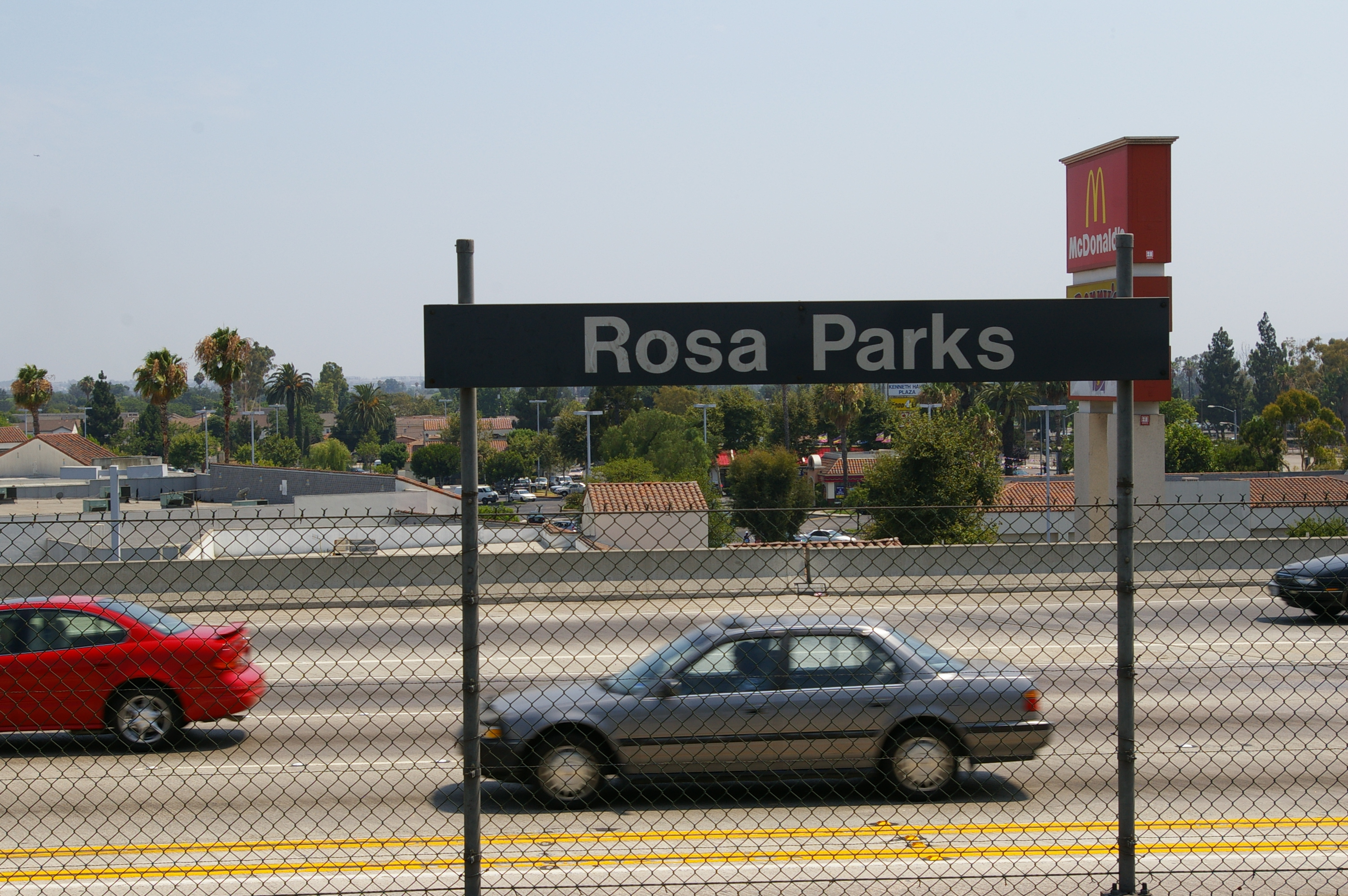
محطة روزا باركس بلوس أنجلوس

## روابط خارجية
- روزا باركس على موقع IMDb (الإنجليزية)
- روزا باركس على موقع الموسوعة البريطانية (الإنجليزية)
- روزا باركس على موقع مونزينجر (الألمانية)
- روزا باركس على موقع ميوزك برينز (الإنجليزية)
- روزا باركس على موقع إن إن دي بي (الإنجليزية)
- روزا باركس على موقع ديسكوغز (الإنجليزية)
- روزا باركس على موقع قاعدة بيانات الفيلم (الإنجليزية)